# Johan Tillander
Johan Tillander (27 de mayo de 1977) es un deportista sueco que compitió en vela en la clase Star. Ganó una medalla de bronce en el Campeonato Europeo de Star de 2009.

## Palmarés internacional
| \| Campeonato Europeo \| Campeonato Europeo \| Campeonato Europeo \| Campeonato Europeo \| \| Año \| Lugar \| Medalla \| Clase \| \| ------------------ \| ------------------ \| ------------------ \| ------------------ \| \| 2009 \| Kiel (Alemania) \| Medalla de bronce \| Star \| |                 |                   |       |
| Campeonato Europeo |                 |                   |       |
| Año | Lugar           | Medalla           | Clase |
| 2009 | Kiel (Alemania) | Medalla de bronce | Star  |